# 平鎮東勢建安宮
24°54′41″N 121°14′06″E / 24.911490°N 121.234973°E
平鎮東勢建安宮，是位於臺灣桃園市平鎮區的開漳聖王廟，為東勢的信仰中心，祭祀區域並外含山仔頂、南勢、社子。

## 沿革

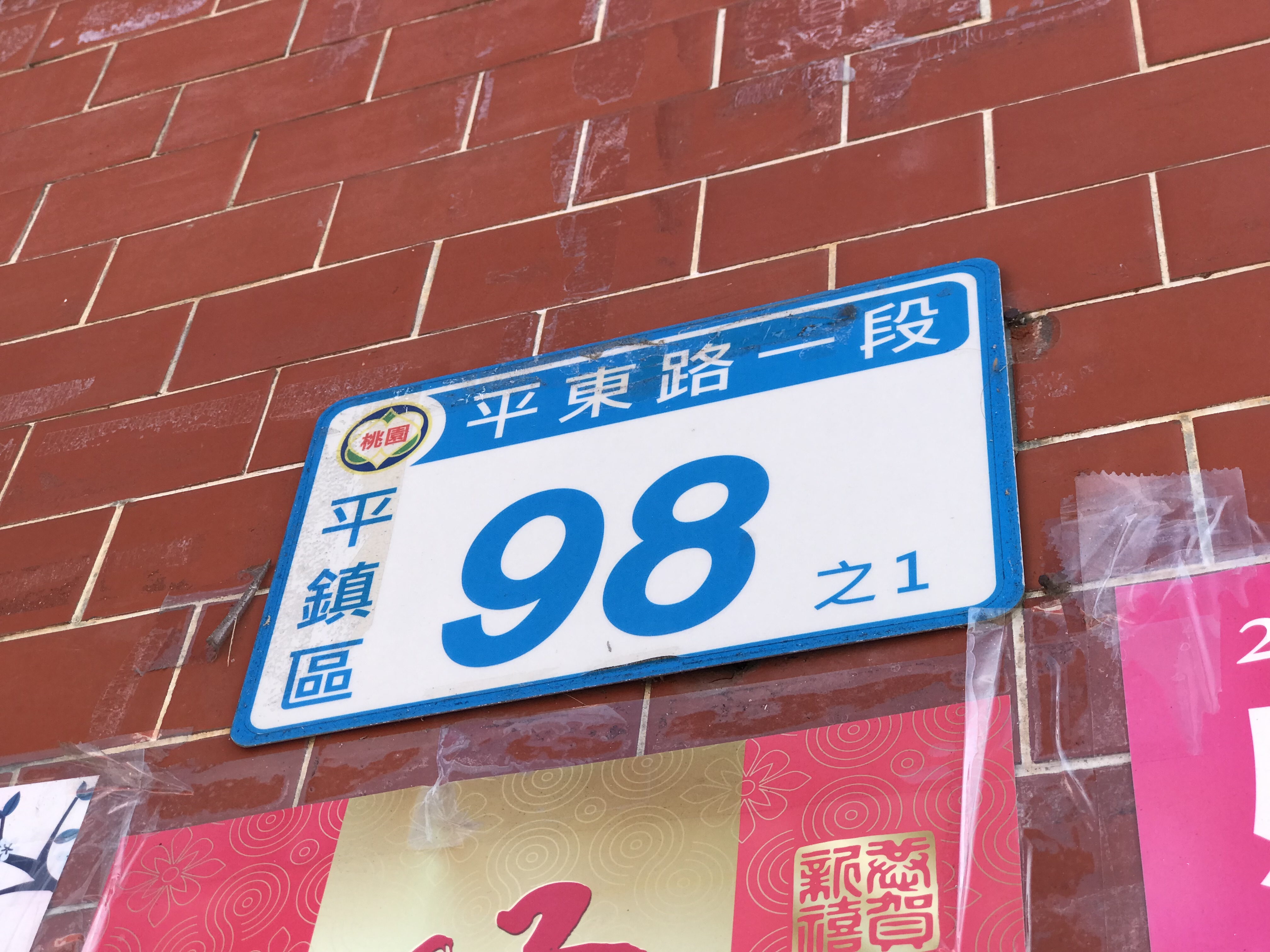
門牌

根據東勢耆老說法，平鎮東勢建安宮的香火是來自大溪仁和宮的分香，因此沿革上與仁和宮相同，同為由中壢庄郭姓墾業主渡台時帶來。嘉慶十六年（1811年）廟宇建成。東勢地區原為漳客混居，隨著閩客械鬥興起，東勢的漳洲人因安全問題遷居他地，而使東勢成為客家庄，至光緒年間由吳姓主持捐獻大量土地後移至現址建廟。1970年重建。之後，廟方向鄰近地主購得廟前1700多坪土地，在2003年興建公園，並將戲台移往該地。

## 祭祀
主祀開漳聖王，但當地東勢客家人稱之為「三王公」，與福佬的開漳聖王不同，東勢的開漳聖王是三位王公，分成大王公、二王公、三王公。大王公鎮殿，二王公用於出巡，三王公可讓民眾請回家供奉，這三位王公各有職責，區分有除煞、勘與、醫病的功能，甚至建安宮過去還提供藥籤。當地民眾不清楚為何會有三位王公，認為另外兩位王公可能是主神的兄弟。其中主掌醫病的三王公最為靈驗，地方人以「三王公顯外庄」來形容其香火旺盛，以至於外地人都來找三王公求保佑，以至於後來當地客家人不提主神開漳聖王之名，而習慣稱之為「三王公」，透過淡化漳州要素而使其在地化，而成為少見客家庄祭祀開漳聖王的廟宇。
廟為東勢的信仰中心，以六年一輪的輪祀週期。輪值圈分為六大堡，為建安、東勢、南勢、山仔頂、社子、東社等地區。在2005年舉行農曆二月十五日開漳聖王誕辰時，輪值圈就有平鎮市的27個里，包含大山仔頂、建安、南勢、東社等地區。每二十年舉行一次開璋聖王剃念開光過火燈龕安灶儀式。
農曆八月十二舉行平安戲。